# Grand Prix de Tennis de Lyon 1989
Il Grand Prix de Tennis de Lyon 1989 è stato un torneo di tennis giocato sul sintetico indoor. Si è giocato al Palais des Sports de Gerland di Lione in Francia. È stata la 3ª edizione del torneo, che fa parte del Nabisco Grand Prix 1989. Il torneo si è giocato dal 20 al 27 febbraio 1989.

## Campioni

### Singolare maschile
John McEnroe ha battuto in finale  Jakob Hlasek con il punteggio di 6–3, 7–6

### Doppio maschile
Eric Jelen /  Michael Mortensen hanno battuto in finale  Jakob Hlasek /  John McEnroe con il punteggio di 6–2, 3–6, 6–3